# Dung čen

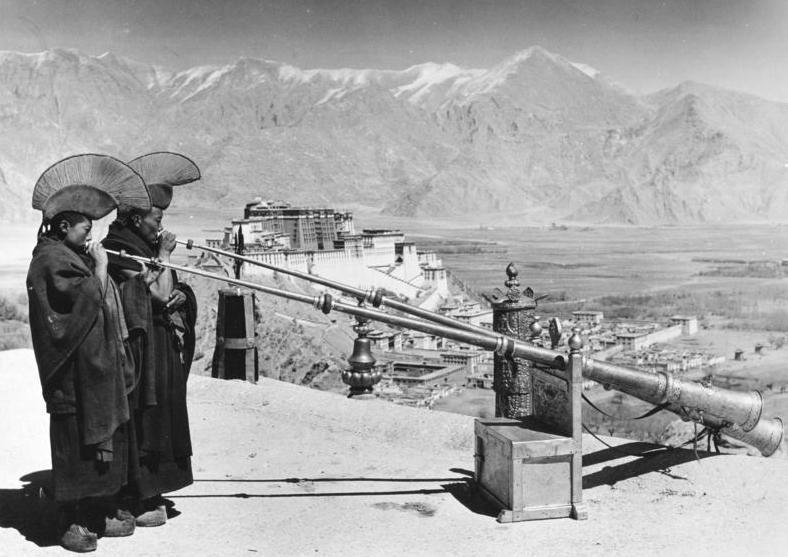
Mniši hrající na dung čen (Lhasa, 1938)

Dung čen (tib. དུང་ཆེན། čínsky 法号; neboli dharmická trubka) je tradiční náboženský a rituální hudební dechový nástroj používaný v tibetském buddhismu.

## Popis
Jedná se o žesťový nástroj, který se zhotovuje z mědi nebo slitiny mědi (na tento materiál odkazuje i alternativní název dun dmar, v překladu „červená trubka“). Dung čen jako dechový nástroj má náustek, kterým se vhání vzduch do vnitřní části trubky. Ta se skládá ze tří teleskopických částí, které se do sebe zasouvají. Sestavená trubice se kónicky rozšiřuje od náustku ke zvukovému otvoru. Délka nástrojů se pohybuje od jednoho do čtyři a půl metru.

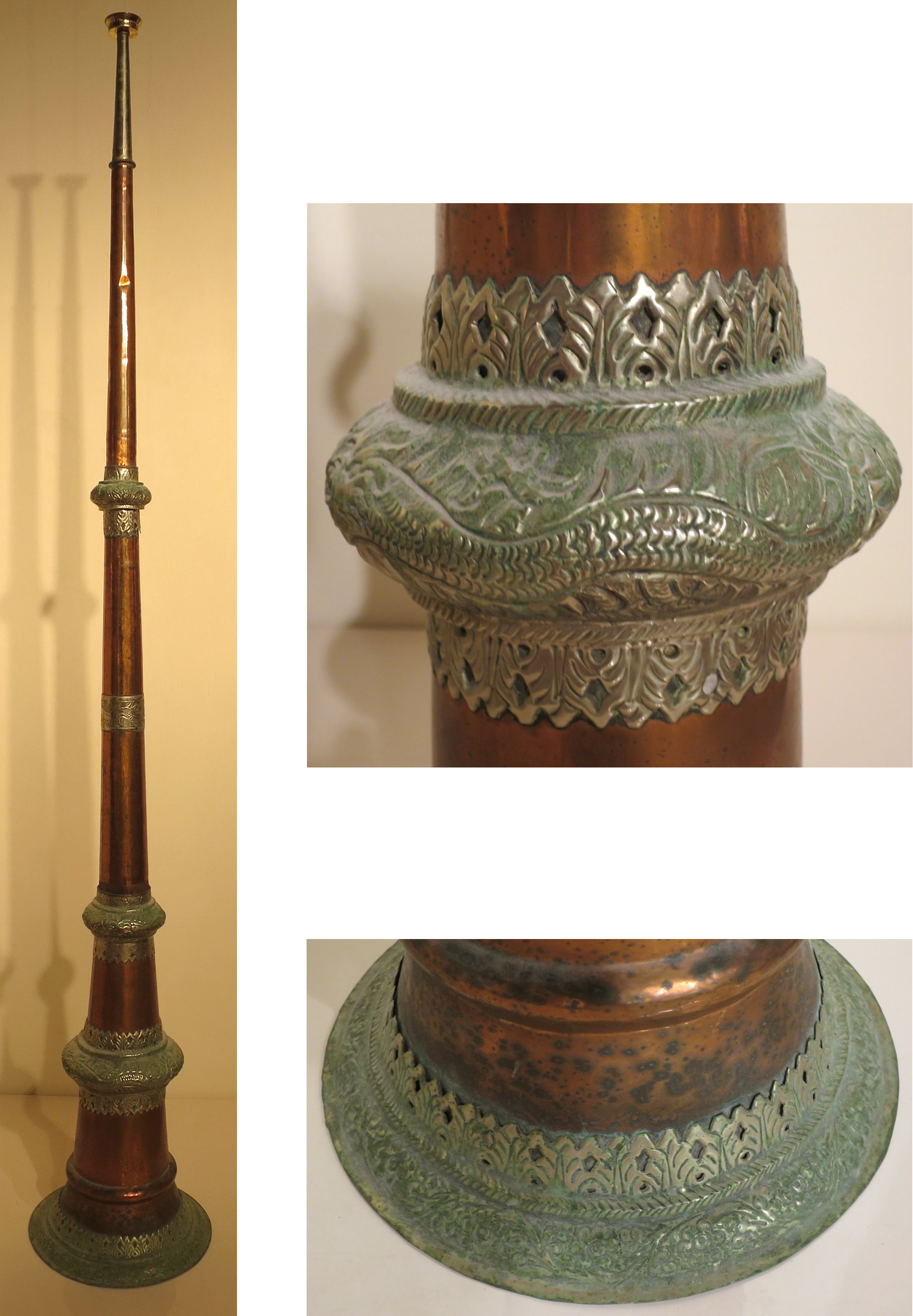
Detaily nástroje (Nepál)

## Použití k náboženským obřadům
Na dung čen hrají hlavně tibetští mniši, kteří ho používají v klášterním orchestru při buddhistických obřadech, např. při denních i nočních obřadech púdža a při sádhanách (meditacích). Hraje se na něj v různých obřadech nejen uvnitř kláštera, ale také venku. Na dung čen se hraje výhradně v souborech nejméně dvou nebo více hráčů, nástroje jsou naladěny na stejnou výšku tónu, ale dokonalá harmonie nástrojů není žádoucí.
V orchestru se dung čen používá s dalšími nástroji, jako jsou roh dung kar, zvonek dilbu, bubínek damaru, činely tingša a další.

## Způsob hraní a zvuk
Dung čen vydává hluboký a objemný zvuk. Vytváří tři tóny:
- dor – nejhlubší,
- gjang – střední,
- ti – nejvyšší.

Při doru spodní ret zakrývá polovinu vnitřního otvoru náustku a vibruje, čímž vydává hluboký chraplavý zvuk. Tón gyang se vytváří se rty blíže k  sobě a u zvuku ti jsou rty plně zatlačeny do náustku. Kvůli délce se na větší nástroje musí foukat velkým tlakem.

## Galerie

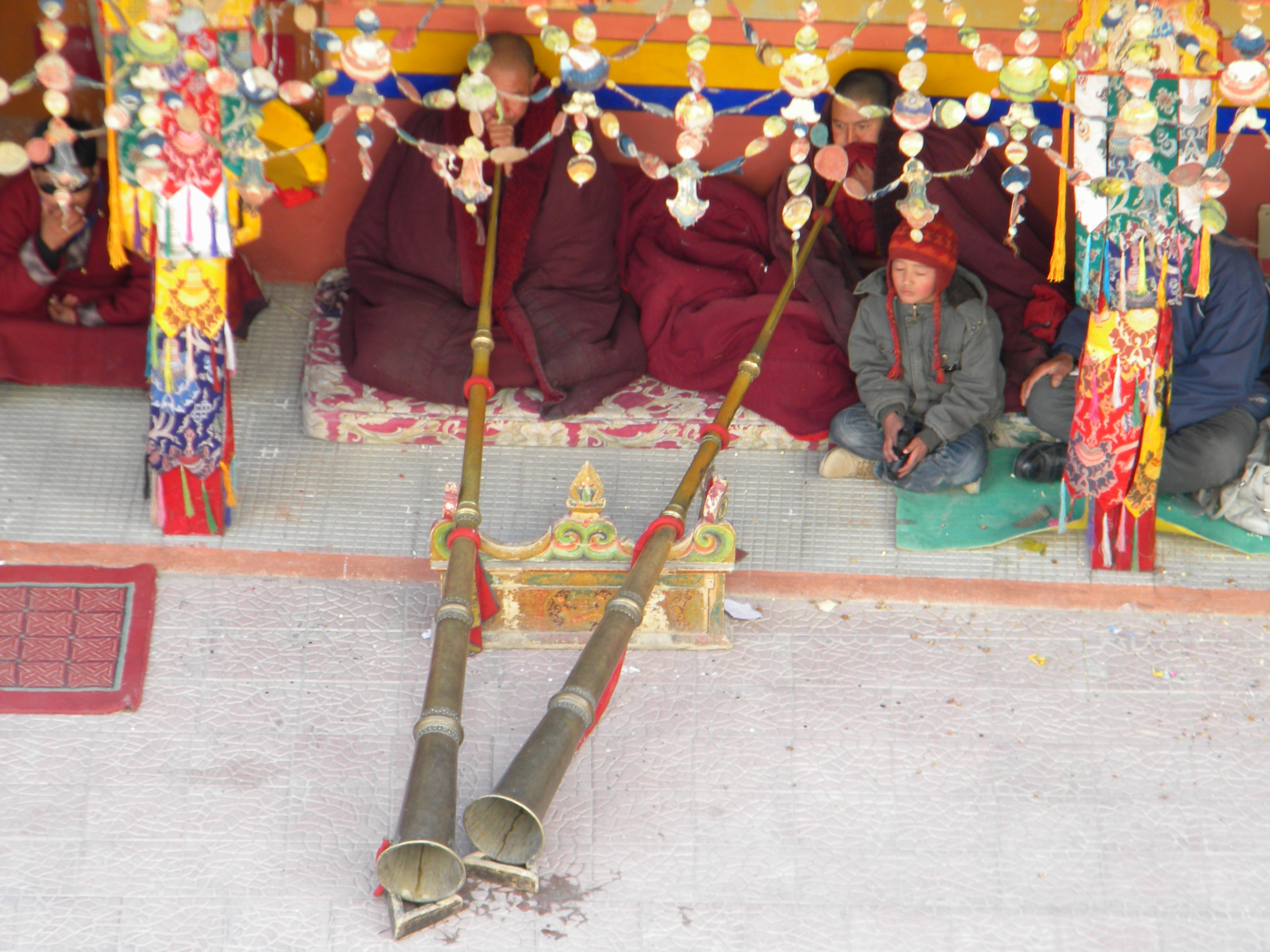
Mniši hrající na dung čen (festival v Léhu, 2013)
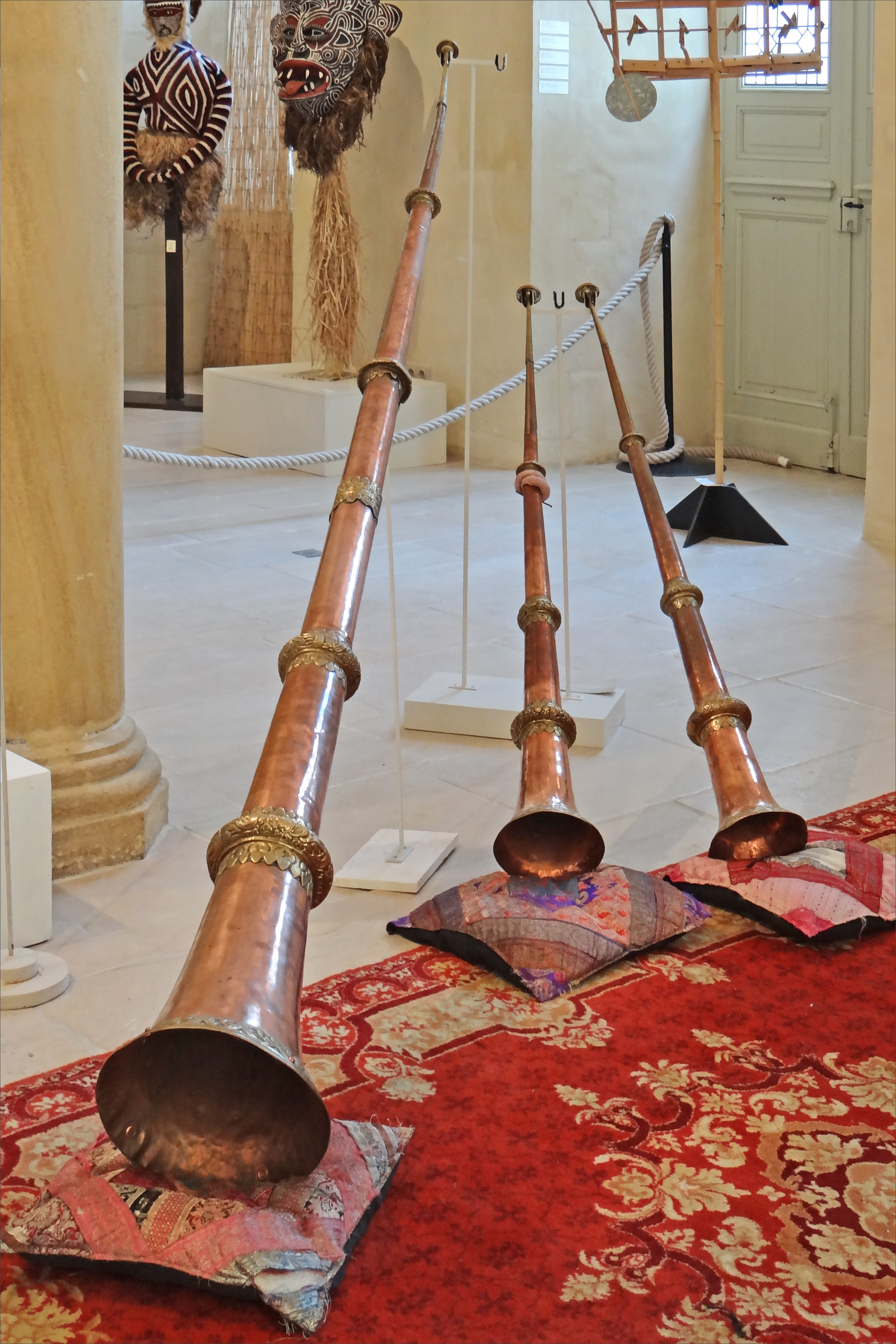
Tibetské dung čeny
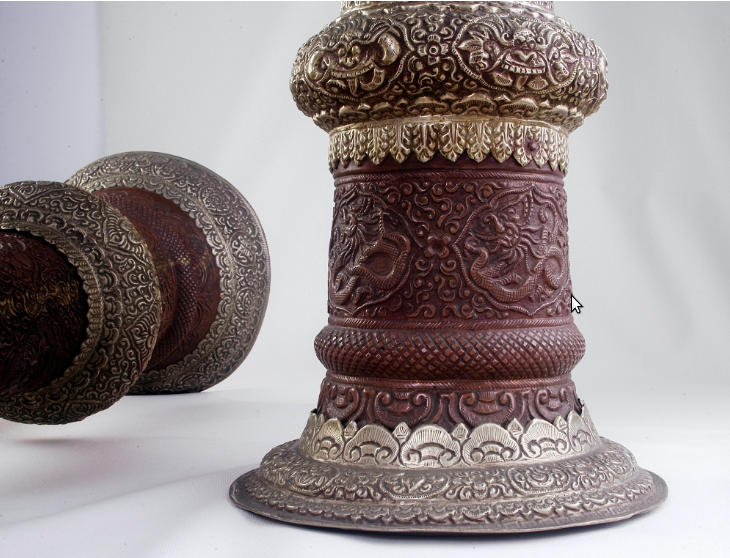
Dung čeny, detail (muzeum v La Plata)